# Gafarró de Síria
El gafarró de Síria (Serinus syriacus) és una espècie d'ocell de la família dels fringíl·lids (Fringillidae) que habita boscos de cedres de les muntanyes del Líban, Síria, nord d'Israel i localment a Jordània.